# Marco Emilio Paulo (cónsul 255 a. C.)
Marco Emilio Paulo (en latín, Marcus Aemilius M. f. L. n. Paullus) hijo del consular Marco Emilio Paulo, fue cónsul en el año 255 a. C., con Servio Fulvio Petino Nobilior, a mediados de la primera guerra púnica. 

## Carrera política
En el comienzo de este año Marco Atilio Régulo había sido derrotado en África por los cartagineses, y los restos de su ejército estaban sitiados en Clypea (Aspis). Tan pronto como el Senado oyó hablar de este desastre, envió a las dos cónsules con una flota de al menos tres centenares de barcos, para rescatar a los sobrevivientes. Después de dejar Cossura, los romanos se encontraron con la flota cartaginesa, cerca del promontorio de Hermaean, y obtuvieron una victoria brillante. Las pérdidas de los cartagineses fueron muy grandes, aunque su número difiere según las fuentes, y están evidentemente corruptas en Polibio.
Después de esta victoria, los cónsules llegaron a Clypea, pero no permanecieron mucho tiempo en África a causa de la completa falta de provisiones. Cerca del solsticio de verano, en el mes de julio, cuando los romanos regresaban a casa, los pilotos les advirtieron evitar la costa sur de Sicilia, debido a que los vientos violentos del sur y suroeste de la costa hacen muy peligrosa la navegación en esa época del año. Los cónsules, sin embargo, hicieron caso omiso de la advertencia, y aguas afuera de Camarina fueron sorprendidos por una terrible tormenta, que destruyó casi toda la flota, y esparció por la costa desde Camarina hasta cabo Pachynus con restos de naufragios y cadáveres. Ambos cónsules, sin embargo, escaparon, y celebraron un triunfo como procónsules en el año siguiente.